# マーキュリー・セブン

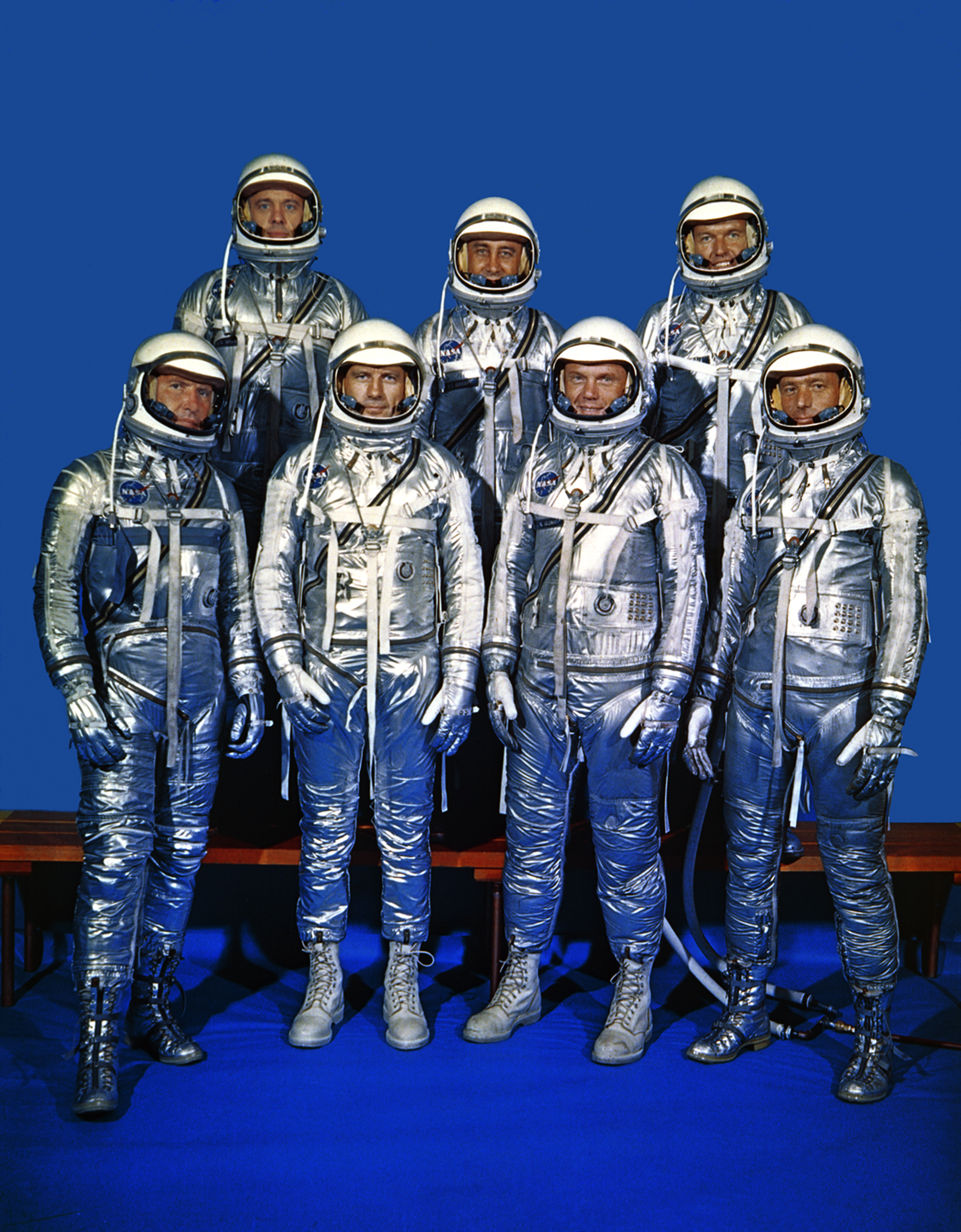
マーキュリー・セブン（後列左からシェパード、グリソム、クーパー、前列左からシラー、スレイトン、グレン、カーペンター）

マーキュリー・セブン（Mercury Seven）は、アメリカ合衆国初の有人宇宙飛行「マーキュリー計画」のため、1959年4月9日にアメリカ航空宇宙局（NASA）によって選抜された7名の宇宙飛行士のことである。オリジナル・セブンや第1期宇宙飛行士（Astronaut Group 1）などの呼称が用いられることもある。NASAの20世紀のすべての種類の有人宇宙船（マーキュリー、ジェミニ、アポロ、スペースシャトル）にメンバーのいずれかが搭乗したことがある。
メンバーの活躍は映画『ライトスタッフ』にも描かれている。

## メンバーの選抜
NASAが当初空中ブランコの曲芸師を採用することを検討していたように、メンバーには柔軟かつ体力のある人物が求められていた。当時のアイゼンハワー大統領は、候補者は大学を卒業したパイロットでなければならないとした。体格の面においては、マーキュリー宇宙船のカプセルの大きさによる制約から、候補者は身長5フィート11インチ（180cm）以下、体重180ポンド（82kg）以下でなければならなかった。
NASAは69名の候補者を選び、より詳細な検査を行うため彼らをワシントンD.C.へ連れて行った。カプセルに乗るには身長が高過ぎるという理由で6名がまず除外された。33名が検査の第一段階で失格となった。4名は、体位変換台、ウォーキングマシン、氷水に足を長時間浸すといった試験に参加することを拒否した。検査の第二段階で更に8名が脱落した。残る18名の中から7名が選ばれ，更に一名を脱落させる予定であったが、三軍のバランスを考慮(空軍・海軍出身各3名、海兵隊出身1名)した結果、7名全てを採用する事としてNASA初の宇宙飛行士が選ばれることになった。

## メンバー
| 名前                   | 出身   | 生没年          | ミッション                                                                          | 特記事項 |
| ---------------------- | ------ | --------------- | ----------------------------------------------------------------------------------- | --- |
| アラン・シェパード     | 海軍   | 1923年 - 1998年 | マーキュリー・レッドストーン3号（1961年） アポロ14号（1971年）                      | アメリカ初の有人宇宙飛行(弾道飛行)を行った 船長を務めたアポロ14号では人類として月面に立った5人目の存在となった     |
| ガス・グリソム         | 空軍   | 1926年 - 1967年 | マーキュリー・レッドストーン4号（1961年） ジェミニ3号（1965年） アポロ1号（1967年） | アメリカ2番目の有人宇宙飛行経験者 アポロ1号の訓練中に発生した火災事故により亡くなった                              |
| ジョン・グレン         | 海兵隊 | 1921年 - 2016年 | マーキュリー・アトラス6号（1962年） STS-95（1998年）                                | アメリカ初の地球周回飛行を行った STS-95では77歳で宇宙を飛行し、宇宙飛行の最年長記録となった                        |
| スコット・カーペンター | 海軍   | 1925年 - 2013年 | マーキュリー・アトラス7号（1962年）                                                 | マーキュリー・アトラス7号搭乗時には一時、生還が絶望視されるも帰還に成功                                            |
| ウォルター・シラー     | 海軍   | 1923年 - 2007年 | マーキュリー・アトラス8号（1962年） ジェミニ6-A号（1965年） アポロ7号（1968年）     | マーキュリー計画、ジェミニ計画、アポロ計画の全てで、地球周回軌道以上の宇宙飛行を行なった唯一の飛行士               |
| ゴードン・クーパー     | 空軍   | 1927年 - 2004年 | マーキュリー・アトラス9号（1963年） ジェミニ5号（1965年）                           | ジェミニ5号搭乗時に、190時間55分の間に地球を120周するという飛行記録を樹立                                          |
| ディーク・スレイトン   | 空軍   | 1924年 - 1993年 | アポロ・ソユーズテスト（1975年）                                                    | 選抜後に心臓に病気が見つかり、マーキュリー計画では飛行できなかったが、その後克服しアポロ・ソユーズテストで飛行した |